# Конфињо (Ријети)
Конфињо је насеље у Италији у округу Ријети, региону Лацио.
Према процени из 2011. у насељу је живело 39 становника. Насеље се налази на надморској висини од 1008 м.